# Jin Mao Tower
De Jin Maotoren (Chinees: 金茂大厦; pinyin: Jīn Mào Dàshà; letterlijk "Gouden Voorspoed Gebouw") is een wolkenkrabber in de regio Lujiazui in het Pudong district in de Chinese stad Shanghai.
De onderste 53 verdiepingen bevatten grotendeels kantoren. De 54 t/m 87e verdieping van het gebouw worden bezet door het exclusieve Shanghai Grand Hyatt hotel, waar vanaf alle verdiepingen aan de binnenzijde zicht is op de hotellobby op de 54e verdieping. Op de 88e verdieping bevindt zich een bar, Cloud 9, die zich enige tijd de hoogste bar ter wereld mocht noemen.
Het gebouw werd in 1998 voltooid en is in april 1999 in gebruik genomen.
Tot 2007 was de toren het hoogste gebouw in China, het op vier na hoogste gebouw ter wereld op dakhoogte en het op zes na hoogste gebouw gemeten op antennehoogte. Samen met de Oriental Pearl Toren is het een herkenbaar centraal punt in de Pudongse skyline. Op 14 september 2007 werd de Jin Mao Tower door het Shanghai World Financial Center in hoogte overtroffen.
Vanwege de seismische activiteit in het gebied is de Jin Maotoren ontworpen om een aardbeving van 6 op de schaal van Richter te weerstaan.
Het dichtstbijzijnde metrostation is Lujiazui.

## Externe links

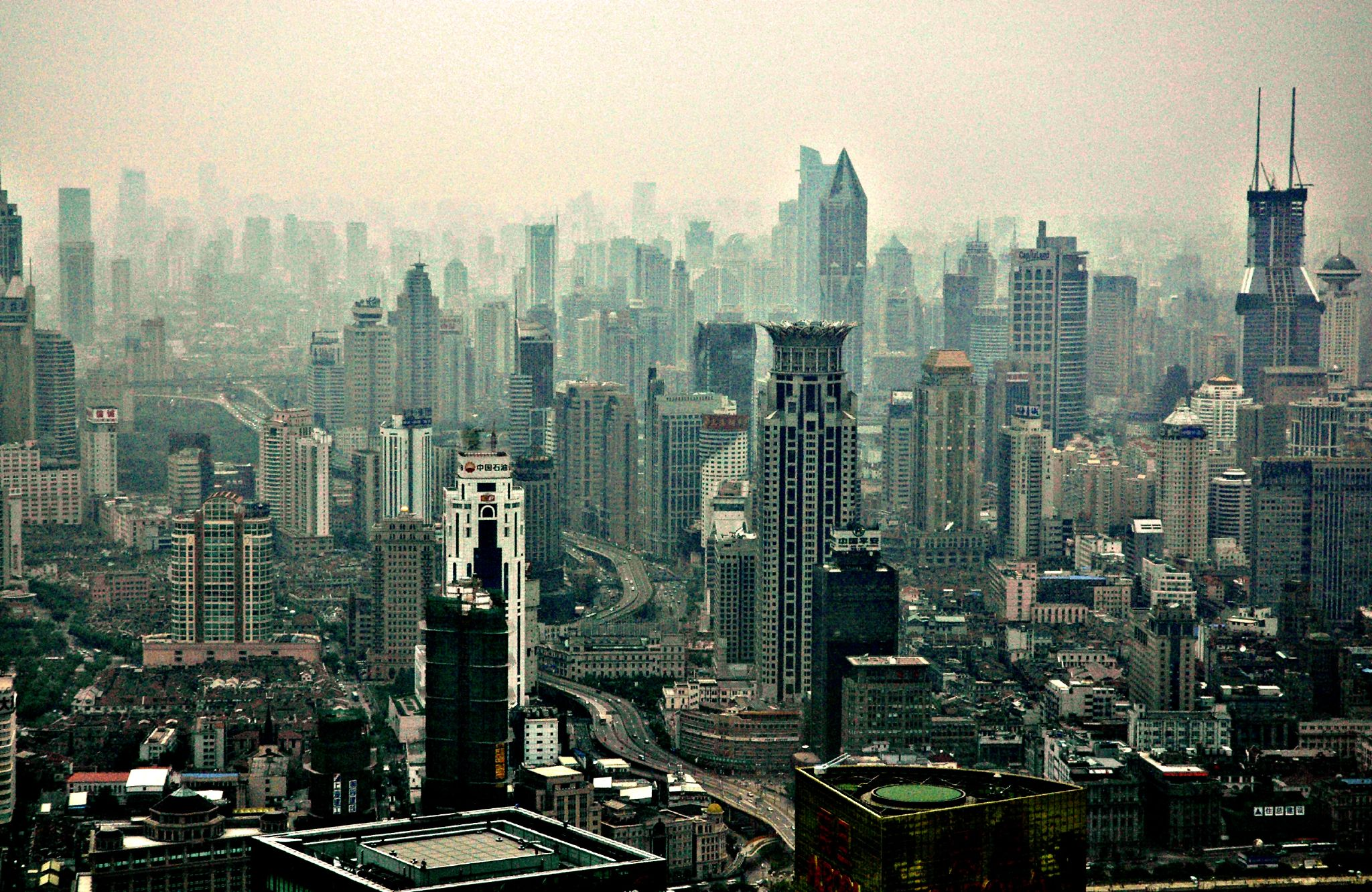
Uitzicht vanaf de Jin Mao Tower